# Ближняя зона
Ближняя зона антенны — область, в которой ещё не сформировано поле излучения и не установлен баланс энергий электрического и магнитного полей. С другой стороны, ближняя зона антенны с большой апертурой или зона дифракции Френеля — определяется зависимостью поля от расстояния отличным от 1/r и возможностью фокусировки излучения на заданном расстоянии. Диаграмма направленности в ближней зоне описывается уравнениями Френеля.
Граница между ближней и дальней зонами зависит от размеров антенны, частоты и расстояния, на котором измеряются параметры антенны.

## Определение диаграммы направленности
Диаграмма направленности (спектр плоских волн) в ближней зоне антенны может быть восстановлена по измеренному амплитудо-фазовому распределению в апертуре с использованием преобразования Фурье, для чего применяются специальные сканеры, размещённые в безэховой камере.
Измерения полей и диаграмм направленности антенн в ближней зоне производится для исследования параметров облучателей антенн, работающих в ближней зоне, либо для коррекции и калибровки каналов фазированных антенных решёток.
Исследование характеристик направленности антенных систем в ближней зоне может производиться с помощью антенных коллиматоров.